# Moacyr Rezende
Moacyr Rezende foi um político brasileiro do estado de Minas Gerais. Foi deputado estadual em Minas Gerais pelo UDN de 1947 a 1951. 